# Quercus austrina
 (janvier 2022).
La mise en forme du texte ne suit pas les recommandations de Wikipédia : il faut le « wikifier ».
Les points d'amélioration suivants sont les cas les plus fréquents. Le détail des points à revoir est peut-être précisé sur la page de discussion.
- Les titres sont pré-formatés par le logiciel. Ils ne sont ni en capitales, ni en gras.
- Le texte ne doit pas être écrit en capitales (les noms de famille non plus), ni en gras, ni en italique, ni en « petit »…
- Le gras n'est utilisé que pour surligner le titre de l'article dans l'introduction, une seule fois.
- L'italique est rarement utilisé : mots en langue étrangère, titres d'œuvres, noms de bateaux, etc.
- Les citations ne sont pas en italique mais en corps de texte normal. Elles sont entourées par des guillemets français : « et ».
- Les listes à puces sont à éviter, des paragraphes rédigés étant largement préférés. Les tableaux sont à réserver à la présentation de données structurées (résultats, etc.).
- Les appels de note de bas de page (petits chiffres en exposant, introduits par l'outil «  Source ») sont à placer entre la fin de phrase et le point final[comme ça].
- Les liens internes (vers d'autres articles de Wikipédia) sont à choisir avec parcimonie. Créez des liens vers des articles approfondissant le sujet. Les termes génériques sans rapport avec le sujet sont à éviter, ainsi que les répétitions de liens vers un même terme.
- Les liens externes sont à placer uniquement dans une section « Liens externes », à la fin de l'article. Ces liens sont à choisir avec parcimonie suivant les règles définies. Si un lien sert de source à l'article, son insertion dans le texte est à faire par les notes de bas de page.
- La présentation des références doit suivre les conventions bibliographiques. Il est recommandé d'utiliser les modèles {{Ouvrage}}, {{Chapitre}}, {{Article}}, {{Lien web}} et/ou {{Bibliographie}}. Le mode d'édition visuel peut mettre en forme automatiquement les références.
- Insérer une infobox (cadre d'informations à droite) n'est pas obligatoire pour parachever la mise en page.

Pour une aide détaillée, merci de consulter Aide:Wikification.
Si vous pensez que ces points ont été résolus, vous pouvez retirer ce bandeau et améliorer la mise en forme d'un autre article.
Espèce
Classification phylogénétique
Quercus austrina, dit Quercus austrina, le chêne blanc bâtard ou chêne des falaises, est une espèce de chêne endémique du sud-est des États-Unis, du Mississippi aux Carolines du Nord et du Sud, avec quelques populations isolées en Arkansas,. C’est une espèce très rare en culture et classée en statut vulnérable sur le site de l’IUCN.
Le Quercus austrina peut atteindre une hauteur de 13,5 à 18 mètres et une largeur de 10,5 à 15 mètres. Les feuilles sont étroites, avec des lobes arrondis peu profonds. Il a tendance à pousser dans des habitats humides, comme les falaises de rivière, les fonds de rivière et les bois, et généralement sur des substrats basiques, comme des roches mafiques, des coquillages ou des sédiments calcaires.

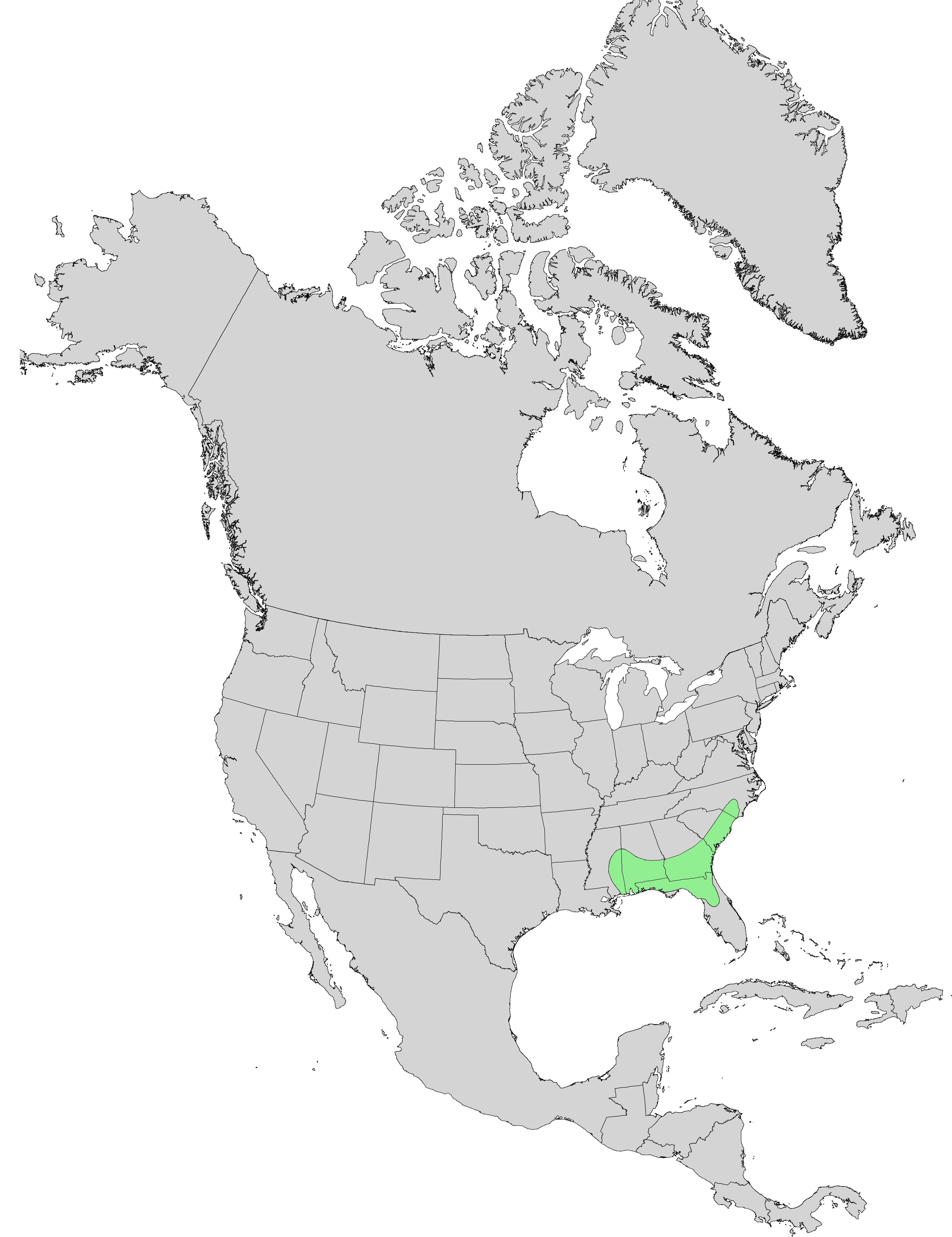
Aire de distribution du chêne blanc bâtard (Quercus austrina)

Les spécimens de Quercus austrina ont souvent été mal identifiés comme étant soit Q. sinuata, soit Q. nigra,.
Quercus austrina est tolérant à l'argile, au sable, au loam, aux sols acides et bien drainés. De plus, il a besoin de beaucoup de soleil et sa tolérance à la sécheresse est élevée.